# Turnul Înclinat din Suurhusen

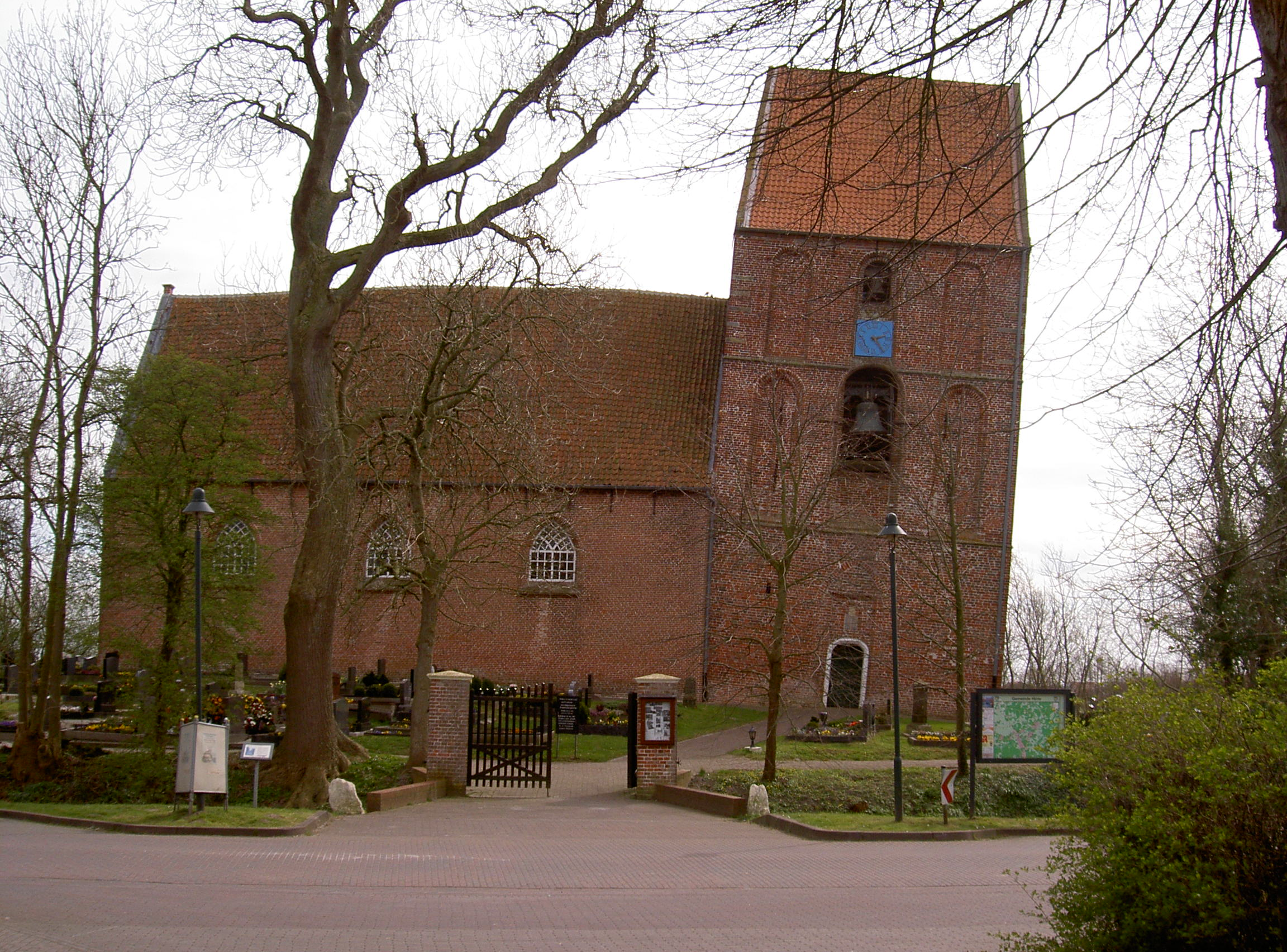
Biserica Suurhusen

Turnul Înclinat din Suurhusen (germană: Schiefer Turm von Suurhusen) este o turlă din Evul mediu târziu aflată în Suurhusen, Frislanda de Est, Germania. Conform Guinness World Records, era cel mai înclinat turn din lume. Totuși, în 2010, Capital Gate din Emiratele Arabe Unite a revendicat acest record. Turnul din Suurhusen întrece Turnul înclinat din Pisa cu circa 1.22°.